# Pomorska blokada Hrvatske 17. – 23. rujna 1991.
Pomorska blokada Hrvatske 17. – 23. rujna 1991. je bila prva pomorska blokada Hrvatske koju je sprovela JRM koju su vodile srpsko-crnogorske snage. Blokirali su hrvatsku obalu, luke i otoke na području srednjeg i dijela južnog Jadrana.
Pomorsku blokadu srednjeg i dijela južnog Jadrana između ostalih provodila je taktička grupa Vis (jedan VPBR-34, jedan RTOP, dva RČ-a i dva PČ-a). 
Za blokadu im je kao baza služio okupirani hrvatski otok Vis. Vis je bio strateški povoljna točka u srednjem Jadranu, daleko od dosega hrvatskih snaga. JRM je tako s Visa nesmetano provodila pomorske blokade te dostavljale sve što je bilo potrebno za njene postrojbe i brodove. U bazi JRM na Visu za vrijeme prve blokade bio je baziran školski brod Galeb, zapovjednički brod flote bivše JRM-a, podmornica, raketna topovnjača 404, pet raketnih čamaca, dva torpedna čamaca i nekoliko pomoćnih brodova.
Budući da su hrvatske snage bile odsječene od Visa, morale su se više usredotočiti na sukobe u pomorskim kanalima i obraniti primorske gradova. Zbog toga na Visu nije bilo znatnijih sukoba. 
JRM je s Visa tijekom ove blokade blokirala pristup Splitu i u nekoliko je navrata bojno djelovala po gradu i okolici, na što su hrvatski branitelji energično odgovarali. 
Ubrzo nakon prve JRM je sprovela drugu pomorsku blokadu Hrvatske.